# Thomas Strakosha
Thomas Fotaq Strakosha (n. 19 martie 1995) este un fotbalist grec și albanez, care joacă pe post de portar la AEK Atena în Superliga Greacă. Pe plan internațional, are prezențe la națională pentru Albania U17⁠(d), Albania U19⁠(d), Albania U21⁠(d) și Albania.

## Cariera

### Primii ani
Strakosha și-a început cariera de fotbalist în 2011 la Panionios, de unde în anul următor a fost cumpărat de Lazio pentru 75.000 de euro. El a devenit titular la echipa din Primavera și a fost un jucător cheie al echipei care a câștigat Campionato Nazionale Primavera 2012-2013 după ce a învins-o pe Atalanta Primavera în finală, scor 3-0.

### Lazio
În urma plecării portarului Juan Pablo Carrizo, la Internazionale, în a doua jumătate a sezonului 2012-2013, Strakosha a ajuns cel de-al treilea portar al lui Lazio, în spatele lui Federico Marchetti și Albano Bizzarri. El a făcut parte din lot în meciul din finala Coppa Italia 2012-2013 în care echipa sa a învins-o pe AS Roma CU 0-1 în finala pe 26 mai 2013. Pe 18 august 2013, Strakosha a fost din nou pe banca de rezerve, cu Lazio pierzând în fața lui Juventus cu 4-0 în Supercoppa Italiana 2013.
La 2 septembrie 2013, Lazio l-a vândut pe Bizzarri în Genoa și, în același timp, l-a cumpărat pe portarul albanez Etrit Berisha de la Kalmar. Acest lucru l-a făcut pe Strakosha să rămână a treia alegere de portar și să fie doar rezervă neutilizată pe parcursul sezonului 2013-2014, nereușind să se impună în fața lui Berisha și Marchetti.
La 11 iulie 2014, Igli Tare, directorul sportiv al Lazio, a anunțat că Strakosha și-a prelungit contractul până în 2019. Strakosha s-a aflat pe banca de rezerve în finala Coppei Italia 2014-2015 împotriva lui Juventus de pe 21 mai 2015, în care Lazio a pierdut cu 2-1 în prelungiri după un gol marcat de Alessandro Matri în minutul 97.

#### Împrumutul la Salernitana
În iulie 2015, Lazio a fost de acord să îl împrumute pe Strakosha la Salernitana, pe atunci nou-promovată în Seria B. I s-a acordat tricoul cu nr. 12 și și-a făcut debutul pe 9 august 2015 în victoria cu 1-0 împotriva Pisei în a doua rundă din Coppa Italia 2015-2016. La o săptămână după debutul sau, Strakosha a jucat din nou un meci în Coppa Italia, făcând mai multe parade decisive si păstrând poarta intactă pentru 120 de minute, în timp ce Salernitana a câștigat cu 1-0 în fața lui Chievo Verona și a avansat în runda următoare.
Strakosha și-a făcut debutul în campionat pentru Salernitana, pe 6 septembrie, în meciul de Serie B din sezonul 2015-2016 cu Avellino, în care a fost integralist, iar echipa sa a câștigat 3-1. El a fost rezervă neutilizată în următorul meci de Coppa Italia pe 1 decembrie 2015 împotriva lui Spezia, cu antrenorul Vincenzo Torrente punându-l pe Pietro Terracciano titular, meci în urma căruia Salernitana a fost eliminată de la Coppa Italia, pierzând meciul cu 2-0.

#### Revenirea
În iulie 2016, după încheierea împrumutului, Strakosha s-a întors la Lazio. Odată cu accidentarea lui Marchetti și plecarea lui Berisha în Atalanta, Strakosha a reușit să-și facă debutul la Lazio pe 20 septembrie în meciul cu AC Milan. În ciuda înfrângerii cu 2-0, jocul lui evoluția lui Strakosha a fost considerată drept una pozitivă, fiind omul meciului pentru Lazio. Cinci zile mai târziu, Strakosha a reușit primul meci în Serie A fără gol primit la cel de-al doilea meci jucat la Lazio, 2-0 împotriva lui Empoli, care l-a făcut pe Dino Zoff să îl laude declarând că: „Nu pot să-l judec după doar două meciuri jucate, dar, după mine, el a jucat bine în ambele meciuri.”
La 22 februarie 2017, Strakosha și-a reînnoit contractul cu Lazio până în 2022. A continuat să joace până la sfârșitul sezonului, strângând 1844 minute pe teren, în timp ce Lazio a terminat campionatul pe locul 5. El a jucat de asemenea cu 4 meciuri în Cupa Italiei, inclusiv în finală, cu Lazio fiind învinsă de Juventus cu 2-0.
Strakosha a început sezonul 2017-2018 pe 13 august 2017 jucând în Supercoppa Italiana împotriva lui Juventus din 2017, câștigând trofeul său cu 3-2. Împotriva aceluiași adversar pe 14 octombrie, Strakosha a apărat penaltiul executat de Paulo Dybala în minutul 97 reușind să păstreze scorul la 2-1 pentru Lazio, care a câștigat meciul și a urcat pe poziția a treia. A fost prima victorie a lui Strakosha în Serie A și prima înfrângere a lui Juventus în Serie A din august 2015. O săptămână mai târziu, a fost de acord cu o prelungire a contractului, semnând până în iunie 2022. Ulterior, a fost numit cel mai bun  tânăr portar din sezonul 2017-2018.

## Cariera la națională

### Albania U17
Strakosha a fost chemat pentru prima dată la echipa U17 a Albaniei, de către antrenorul Džemal Mustedanagic, pentru a participa la turneul de elită a Campionatului European U-17 din 2012. El a fost rezervă neutilizată pentru cele 3 meciuri, fiind a doua alegere de portar după Aldo Teqja.

### Albania U19
Strakosha a fost chemat la echipa națională de fotbal a Albaniei sub 19 ani, pentru a participa la calificările la Campionatul European de tineret din 2013, echipă antrenată de tatăl său, Foto Strakosha. Thomas a fost integralist în toate cele 3 meciuri ale grupei 7. Albania a terminat pe locul 4, Strakosha primind în total 6 goluri, în ciuda faptului că Albania a bătut-o pe ocupanta primului loc în grupă, Belgia, cu 3-1, cu goluri marcate de Enis Gavazaj, Elvis Kabashi și Lorenc Shehaj.
În meciurile din preliminariile Campionatului European sub 19 ani din 2014, Strakosha a jucat din nou în fiecare minut în toate cele trei meciuri ale grupei 6, luându-i fața portarului de la tineretul lui Juventus, Entonjo Elezaj.

### Albania U20
Strakosha a fost chemat la echipa U20 de către antrenorul Skënder Gega pentru turneul de fotbal din cadrul Jocurilor mediteraneene din 2013, care a început la 19 iunie la Mersin, Turcia.  Strakosha nu a jucat niciun minut în cadrul turneului.

### Albania U21

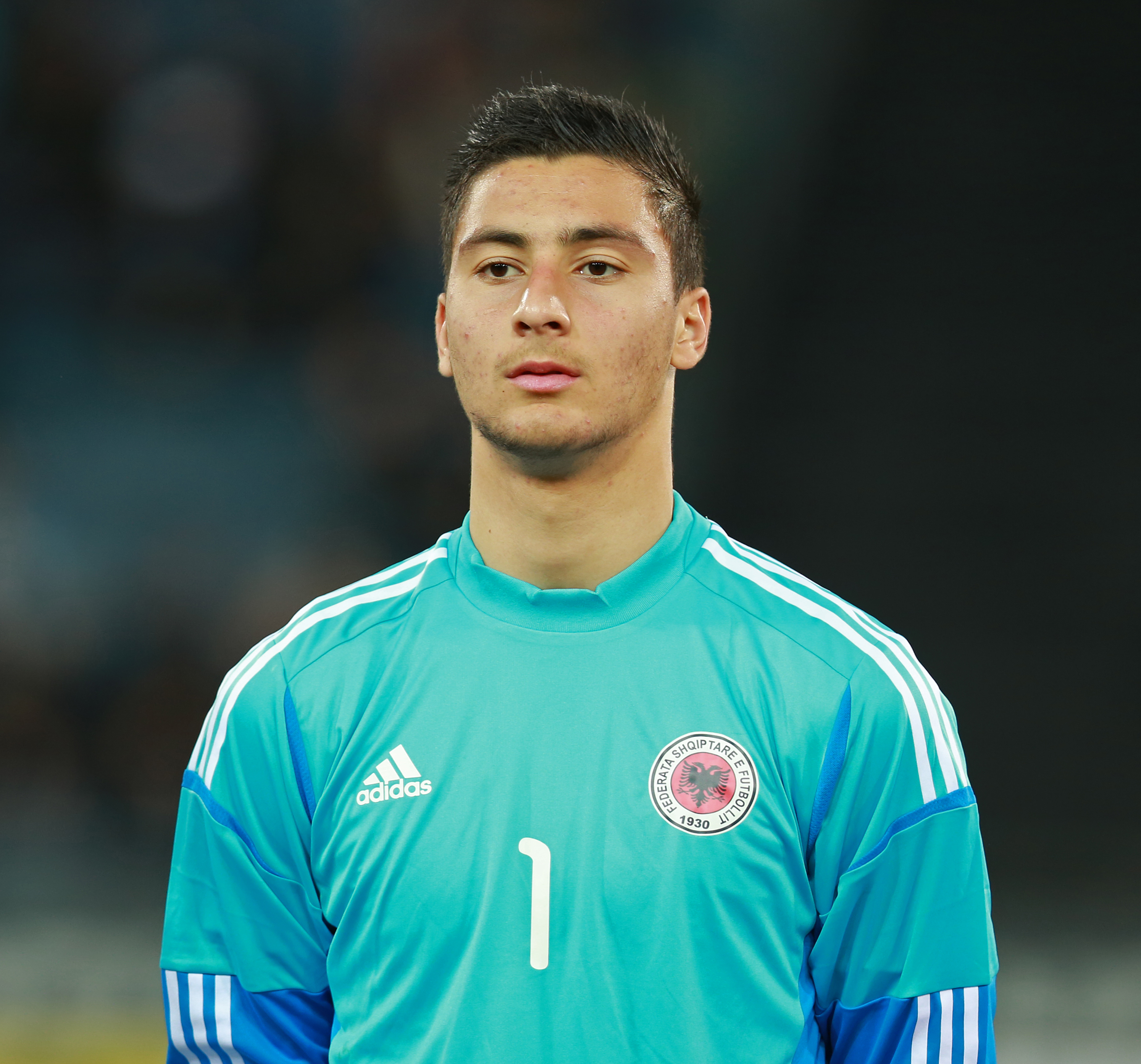
Strakosha jucând pentru Albania U-21 în 2014.

Strakosha a fost ales în lotul Albaniei U-21 care a luat parte la calificările pentru Euro 2015 sub 21 de ani. El a jucat în jumătate din meciurile din Grupa 4 (4 din 8), celelalte patru meciuri fiind jucate de colegii săi, Aldo Teqja și Orestis Menka, care au jucat câte 2 meciuri.
În calificările pentru campionatul European sub 21 de ani din 2017, el și-a păstrat locul de titular, fiind integralist în 7 din cele 10 meciuri jucate sub comanda antrenorului Redi Jupi. A pierdut meciul de deschidere din cauza unei accidentări, a ratat ultimul meci din grupă din cauză că a fost convocat la echipa mare a Albaniei și a fost lăsat pe bancă pentru un meci împotriva Portugaliei U21, Jupi urmărind să-l testeze pe Teqja. Ca urmare a plecării lui Amir Rrahmani la echipa națională din Kosovo, în septembrie 2016, Strakosha a devenit căpitanul echipei sub 21 de ani pentru ultimele șase meciuri jucate de el la această categorie de vârstă.

### Echipa națională de seniori
Strakosha a fost convocat pentru prima dată la echipa de seniori a Albaniei în august 2016 de antrenorul Gianni De Biasi pentru meciul amical cu Marocul la 31 august 2016 și pentru primul meci din calificările pentru Campionatul Mondial din 2018 împotriva Macedoniei la 5 septembrie 2016 fiind al patrulea portar convocat la lot după Etrit Berisha, Orges Shehi și Alban Hoxha. El nu a jucat în niciunul din aceste meciuri. El a continuat să facă parte din echipă pentru următoarele meciuri, făcându-și debutul la națională pe 24 martie 2017 din cauza suspendării lui Berisha în meciul cu Italia, în timp ce Albania a pierdut cu 0-2. El a continuat să joace în victoria Albaniei cu 3-0 asupra Israelului, în timp ce Albania a terminat Grupa G pe poziția a 3-a cu 13 puncte.

## Stil de joc
Într-un interviu din 2017, Strakosha a afirmat că idolul și modelul pe care îl urmează în viață este chiar tatăl său Foto Strakosha, pe care încearcă să-l imite.

## Viața personală
Thomas este fiul lui Foto Strakosha, fost portar care a jucat pentru diverse cluburi albaneze și câteva cluburi elene, jucând pentru echipa națională a Albaniei între anii 1990 și 2005.